# Neobrachiella impudica
Neobrachiella impudica är en kräftdjursart som först beskrevs av Von Nordmann 1832.  Neobrachiella impudica ingår i släktet Neobrachiella och familjen Lernaeopodidae. Arten har ej påträffats i Sverige. Inga underarter finns listade i Catalogue of Life.